# Polygaster sampadarius
Polygaster sampadarius är en svampart som beskrevs av Fr. 1823. Polygaster sampadarius ingår i släktet Polygaster, ordningen Agaricales, klassen Agaricomycetes, divisionen basidiesvampar och riket svampar.   Inga underarter finns listade i Catalogue of Life.